# Huneadi, Bereg
Huneadi (în ucraineană Гуняді) este un sat în comuna Mociola din raionul Bereg, regiunea Transcarpatia, Ucraina.

## Demografie
Componența lingvistică a localității Huneadi
     Ucraineană (97,23%)
     Maghiară (2,77%)
Conform recensământului din 2001, majoritatea populației localității Huneadi era vorbitoare de ucraineană (97,23%), existând în minoritate și vorbitori de maghiară (2,77%).